# (8088) Австралия
(8088) Австралия (англ. Australia) — астероид из группы главного пояса, который был открыт 23 сентября 1990 года астрономами Людмилой Журавлёвой и Галиной Кастель в Крымской обсерватории и назван в честь Австралии, крупного государства, занимающего целый материк.

Орбита астероида Австралия и его положение в Солнечной системе